# Андреевский сельсовет (Башкортостан)
Андреевский сельсовет  — муниципальное образование в Илишевском районе Башкортостана.

## История
Согласно «Закону о границах, статусе и административных центрах муниципальных образований в Республике Башкортостан» имеет статус сельского поселения.

## Население
| 2002  | 2009  | 2010  | 2012  | 2013  | 2014  | 2015  |
| ----- | ----- | ----- | ----- | ----- | ----- | ----- |
| 1556  | ↘1535 | ↘1491 | ↘1465 | ↘1460 | ↘1431 | ↘1411 |
| 2016  | 2017  | 2018  |       |       |       |       |
| ↘1367 | ↘1342 | ↘1340 |       |       |       |       |

## Состав сельского поселения
| № | Населённый пункт | Тип населённого пункта       | Население |
| - | ---------------- | ---------------------------- | --------- |
| 1 | Андреевка        | село, административный центр | ↘896      |
| 2 | Аначево          | деревня                      | ↘324      |
| 3 | Марино           | деревня                      | ↘155      |
| 4 | Гремучий Ключ    | деревня                      | ↗64       |
| 5 | Шидали           | деревня                      | ↘48       |
| 6 | Вотский Менеуз   | деревня                      | ↘4        |